# Llista de colls de Lladurs
La llista de colls de Lladurs ordena alfabèticament els colls del municipi de Lladurs (Solsonès).
| Coll                  | Ubicació                                                    | Altitud | Fotografia |
| --------------------- | ----------------------------------------------------------- | ------- | ---------- |
| Collada de Clarà      | 42° 0′ 59.67″ N, 1° 27′ 49.50″ E / 42.0165750°N,1.4637500°E | 680,9   |            |
| Collet dels Lladres   | 42° 4′ 53.66″ N, 1° 27′ 22.23″ E / 42.0815722°N,1.4561750°E | 910,2   |            |
| Coll del Llop         | 42° 2′ 10.87″ N, 1° 26′ 13.68″ E / 42.0363528°N,1.4371333°E | 680,9   |            |
| Coll de Marina        | 42° 3′ 27.23″ N, 1° 30′ 39.40″ E / 42.0575639°N,1.5109444°E | 954,8   |            |
| Collada de Pedreguers | 42° 4′ 40.89″ N, 1° 24′ 45.06″ E / 42.0780250°N,1.4125167°E | 801,8   |            |
| Coll del Quer         | 42° 3′ 46.99″ N, 1° 32′ 58.30″ E / 42.0630528°N,1.5495278°E | 996,0   |            |